# Jakob Schrammen
Jakob Schrammen (* 3. Dezember 1871 in Rheinbach; † 1944 in Weimar) war ein deutscher Architekt und Baubeamter.

## Leben
Schrammen, Sohn eines Gymnasiallehrers, studierte nach dem Abitur 1892 in Oppeln ab 1893 Architektur an der Technischen Hochschule München und der Technischen Hochschule Charlottenburg. Zu Beginn seines Studiums wurde er 1892 Mitglied der Burschenschaft Rhenania München. Das anschließende Referendariat schloss er 1903 mit dem zweiten Staatsexamen ab und wurde daraufhin zum Regierungsbaumeister (Assessor in der staatlichen Bauverwaltung) ernannt. 1907 folgte die Beförderung zum Landbauinspektor.
Schrammen nahm 1902 und 1903 an den Ausgrabungen in Pergamon teil, wobei er u. a. über den Großen Altar publizierte. Er war später mit der Bauleitung beim Bau des Realgymnasiums in Bünde betraut, wo er auch einige Gebäude für private Bauherren errichtete. 1908 war er beim preußischen Oberbergamt in Dortmund eingesetzt und am Neubau des Kurhauses in Bad Oeynhausen beteiligt. 1909 war er wieder in Berlin tätig. 1912 wechselte er vom preußischen Staatsdienst in das Baureferat der Großherzoglich Sachsen-Weimar-Eisenachischen Regierung in Weimar, zunächst im Rang eines Regierungs- und Baurats, ab 1913 als Oberbaudirektor. 1921 wurde er vortragender Rat im Thüringischen Finanzministerium. 1930 wurde er auf Grund der Auflösung der Hochbauämter in den Wartestand versetzt, 1933 pensioniert.
1926 entwarf und baute er die Landesturnanstalt in Jena. In etwa dieser Zeit entwarf Schrammen Beamtenwohnhäuser in Weimar wie beispielsweise das Haus August-Bebel-Platz 4 bzw. die Häuser Schwabestraße 9, 11, 18, 20, 22, 24.

## Schriften
- Der grosse Altar. Der obere Markt. (= Altertümer von Pergamon, Band 3, 1.) Walter de Gruyter, Berlin 1906. (Digitalisat Tafelband)
- Architektur-Fragmente. In: Franz Winter: Die Skulpturen mit Ausnahme der Altarreliefs. (= Altertümer von Pergamon, Band 7, 2.) Walter de Gruyter, Berlin 1908, S. 371–388. (Digitalisat Tafelband)